# Сомерсало, Арне
Арне Сомерсало (настоящая фамилия — Соммер) (18 марта 1891 — 17 августа 1941) — финский военный и государственный деятель, ВВС Финляндии (1920—1926), ультраправый политик, журналист, редактор. Вице-президент Финляндии (1937).

## Биография
Окончил Хельсинкский университет, затем изучал естественные науки в университете Йены в Германии.
Участник Первой мировой войны. В 1916 году вступил в ряды Германской имперской армии. Закончил войну офицером штаба 9-й германской армии на Западном фронте.
С 1918 года служил в финской армии. С 1918 по 1919 год возглавлял Главное управление Генерального директората, начальник оперативного отдела Генерального штаба (1919—1920). С 1920 по 1926 год был командующим ВВС Финляндии.
С 1926 года — активный правый политик, радикальный антикоммунист. Редактировал журнал Valkoinen Vartio, основал антикоммунистическую Финскую лигу обороны.
С 1930 года — член радикального националистического фашистского и антикоммунистического Лапуаского движения.
С 1932 года — член ультраправой партии Патриотическое народное движение (IKL). В том же году участвовал в мятеже в Мянтсяля.
В 1933—1935 годах был депутатом Эдускунта (парламента Финляндии).
Редактировал газету IKL Ajan Suunta (1931—1935). Сторонник корпоративизма близкий к национал-социализму.
Активный участник Советско-финской войны (1939—1940). Служил начальником штаба фронта в Суомуссалми.
В годы Второй мировой войны — офицер связи дивизии СС «Норд» в Лапландии.
Убит в бою в районе Кестеньга (Карелия) в ходе операции «Полярфукс» немецких войск в Советском Заполярье.
Перезахоронен на кладбище Кулосаари в Хельсинки.